# Lactifluus
Genre
Lactifluus est un genre de champignons basidiomycètes de la famille des Russulaceae.

## Liste d'espèces
Selon Index Fungorum (18 mars 2020) :